# Arisdorf
Arisdorf (schweizerdeutsch Aschdrf [ˈɑːʃdrf]) ist eine politische Gemeinde im Bezirk Liestal des Kantons Basel-Landschaft in der Schweiz.

## Geographie

Historisches Luftbild von Werner Friedli (1954)

Arisdorf liegt auf 345 m ü. M. in der Nähe der Autobahnausfahrt Arisdorf der A2 und des Arisdorftunnels. Zur Gemeinde gehört auch der Weiler Basel-Olsberg (auch «Ländli» genannt), welcher durch den Violenbach von Aargau-Olsberg getrennt wird. Arisdorf ist durch die AAGL-Linie 83 vom Kantonshauptort Liestal und von Augst/Pratteln erschlossen. Seine Nachbargemeinden sind Giebenach, Füllinsdorf, Liestal, Hersberg im Kanton Basel-Landschaft sowie die Aargauer Gemeinden Magden und Olsberg.

## Geschichte
1154 wurde das Dorf des Arnold (Arnolsdorf) erstmals erwähnt. 1300 gelangte das Dorf von den Frohburgern an die Herren von Thierstein. 1446 Kauften die Herren von Bärenfels das ganze Dorf auf. 1532 verkauften sie es an die Stadt Basel. 1798 war Arisdorf der Ausgangspunkt für die Basler Revolution, die den Landschäftler Untertanen die Gleichberechtigung mit der Stadt brachte.
1882 wurde die bisher selbstständige Gemeinde Olsberg BL mit Arisdorf fusioniert.
Auf den 1. Januar 2025 war ein Fusionsprojekt mit der Nachbargemeinde Hersberg geplant, was aber von Hersberg abgelehnt wurde.

## Wappen
Goldener Hintergrund und ein schwarzer Bär stehend auf rotem Dreiberg. Dies ist das Siegel der letzten adligen Dorfbesitzer, der Herren von Bärenfels.

## Wirtschaft
Arisdorf ist ein ausgesprochenes Bauerndorf mit auffallend vielen Kirsch- und Apfelbäumen.

## Politik
Der Gemeinderat von Arisdorf besteht aus 5 Mitgliedern: Gemeindepräsident ist Markus Miescher, Vizepräsident Roger Schaub. Die weiteren Mitglieder sind Tobias Pflugshaupt, Ivana Wenk und Franziska Wyler (Stand: April 2025).
Bei den Schweizer Parlamentswahlen 2023 betrugen die Wähleranteile in Arisdorf: SVP 48,1 % (2019 41,3 %), SP 12,6 % (11,6 %), FDP 11,8 % (15,9 %), Mitte 10,4 % (8,4 %), glp 7,2 % (4,3 %), Grüne 6,3 % (14,0 %), EVP 2,1 % (4,3 %), EDU 0,6 % (–).

## Sehenswürdigkeiten
- Spätgotische Kirche von 1595 mit dem aus dem Jahr 1849 stammenden ersten harmonischen Geläut (dreistimmig) im Baselbiet
- Alte Mühle
- Altes Pfarrhaus mit den 1798 in die südliche Laubenstütze eingeritzten Symbolen der Französischen Revolution

## Persönlichkeiten
- Johann Buxtorf (1663–1732), war von 1694 bis 1704 reformierter Pfarrer in Arisdorf
- Hans Rudolf Gysin (1940–2023), Politiker der FDP, Mitglied des Nationalrates, heimatberechtigt in Arisdorf
- Marc Surer (* 1951), Rennfahrer. Fuhr von 1980 bis 1986 Formel 1. Kommentiert heute Formel-1-Rennen bei Premiere.
- Emil Schreiber (1888–1972), Arisdorfer Ehrenbürger. Lehrer, Dirigent, Chorleiter, Organist, Dichter und Mundartschriftsteller

## Besonderheit
Obwohl der südliche Ortsteil des Nachbarortes Olsberg zu Arisdorf gehört, sind diese Gebäude der Postleitzahl von Olsberg zugeordnet.